# لوتسلباخ
لوتسلباخ (به آلمانی: Lützelbach) یک شهر در آلمان است که در اودنوالدکرایس واقع شده‌است. لوتسلباخ ۷٬۱۹۴ نفر جمعیت دارد.